# Operacja wileńska (1919)
Operacja wileńska – działania militarne Wojska Polskiego prowadzone przeciw oddziałom Armii Czerwonej mające na celu opanowanie i utrzymanie Wilna toczone w pierwszym roku wojny polsko-bolszewickiej.
Była to akcja ofensywna Wojska Polskiego na litewsko-białoruskim kierunku operacyjnym kierowana osobiście przez Wodza Naczelnego Józefa Piłsudskiego. Była istotnym elementem jego planów federalistycznych.  
Zasadniczym elementem operacji był rajd-zagon 1 Brygady Jazdy ppłk Władysława Beliny-Prażmowskiego i działania 2 Dywizji Piechoty Legionów gen. Edwarda Śmigłego-Rydza w kierunku na Wilno („wyprawa wileńska”). Elementami pomocniczymi, mającymi na celu związanie znacznych sił nieprzyjaciela i odwrócenie jego uwagi od kierunku zasadniczego, było uderzenie na Lidę, a także natarcie na Baranowicze i Nowogródek. Poza tym jednostki polskie osłaniały zgrupowania uderzeniowe od strony Grodna przed ewentualnym wrogim kontrdziałaniem wojsk niemieckich.

## Geneza

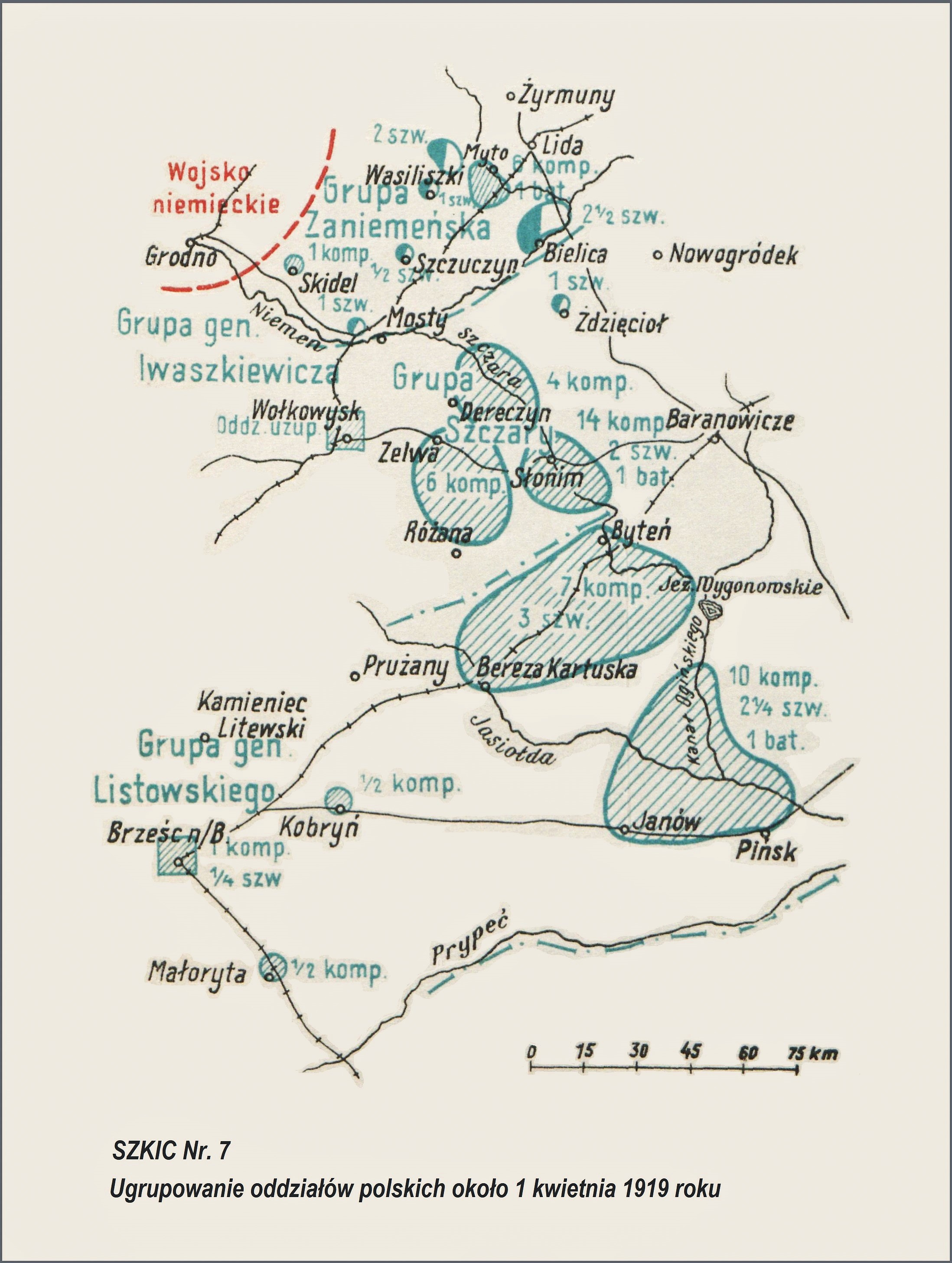
A. Przybylski, Działania wstępne...

Na mocy porozumienia z Niemcami, w lutym 1919 oddziały Wojska Polskiego wkroczyły na tereny opuszczane przez jednostki niemieckie. Niemcy zobowiązali się nie wpuszczać wojsk sowieckich na opuszczane przez siebie terytoria aż do chwili, kiedy to miejsce zajmą oddziały polskie. Realizując to porozumienie, pierwsze oddziały Wojska Polskiego w okresie od 9 do 14 lutego przemaszerowały przez strefę wojsk niemieckich i weszły w kontakt bojowy z jednostkami Armii Czerwonej. Rozpoczęła się nigdy nie wypowiedziana wojna polsko-bolszewicka.  
Na odcinku północnym w rejonie Wołkowyska operowała nie w pełni jeszcze zorganizowana Dywizja Litewsko Białoruska (Grupa gen. Iwaszkiewicza). Oddziały dywizji weszły w styczność bojową z sowieckimi awangardami nadciągającymi od strony Wilna, Baranowicz i Pińska. Z tą chwilą powstanie frontu polsko-sowieckiego stało się faktem.
Do końca lutego na froncie toczono jedynie drobne potyczki. W tym czasie priorytetem dla sowieckiej Rosji była walka z armiami białych Rosjan, a dla Wojska Polskiego działania na Ukrainie przeciw wojskom Ukrainy Zachodniej i Ukraińskiej Republiki Ludowej (Naddnieprzańskiej).
Na początku kwietnia na litewsko-białoruskim obszarze działań wojennych oddziały polskie stały na linii Jasiołda – Kanał Ogińskiego, podchodząc na północ od Niemna do linii kolejowej Baranowicze – Lida i do rzeki Dzitwy. Na swym lewym skrzydle miały wojska niemieckie, które nadal obsadzały obszar Grodna. W tym czasie oddziały Armii Czerwonej tworzyły cztery zgrupowania. Pierwsze znajdowało się w obszarze Wilna. Jego wysunięte oddziały stały na linii Żośle-Wysoki Dwór-Przełaje, w luźnej styczności z oddziałami litewskimi i wojskami niemieckimi na Litwie. Jedynie jego lewe skrzydło w obszarze Marcinkaniec było częściowo zwrócone ku oddziałom polskim. Załogę Wilna stanowiły między innymi oddziały I Brygady polskojęzycznej Zachodniej Dywizji Strzelców w składzie 1 Warszawski pułk strzelców i 2 Lubelski pułk strzelców. Drugie zgrupowanie obsadzało obszar Lidy i Nowogródka, a trzecie operowało w obszarze Baranowicz. Na Polesiu stacjonowało kolejne zgrupowanie w rejonie Łunińca. Odwody Sowieci rozlokowali w Mińsku i Bobrujsku.

## Walczące wojska
| Jednostka                             | Dowódca                          | Podporządkowanie        |
| Wojsko Polskie                        |                                  |                         |
| Front Litewsko-Białoruski             | gen. Stanisław Szeptycki         | NDWP                    |
| ⇒ grupa gen. Śmigłego-Rydza           | gen. Edward Śmigły-Rydz          | NDWP                    |
| → trzy bataliony 1 pp Leg.            |                                  | gr. gen. Śmigłego-Rydza |
| → dwa bataliony 5 pp Leg.             |                                  | gr. gen. Śmigłego-Rydza |
| → batalion 6 pp Leg.                  |                                  | gr. gen. Śmigłego-Rydza |
| ⇒ grupa ppłk. Beliny                  | ppłk Władysław Belina-Prażmowski | grupa ppłk. Beliny      |
| → dwa szwadrony 11 p.uł.              |                                  | grupa ppłk. Beliny      |
| → trzy szwadrony 1 pszwol.            |                                  | grupa ppłk. Beliny      |
| → dwa szwadrony 4 p. uł.              |                                  | grupa ppłk. Beliny      |
| → szwadron 7 p.uł.                    |                                  | grupa ppłk. Beliny      |
| ⇒ grupa gen. Lasockiego               | gen. Józef Lasocki               | NDWP                    |
| → Suwalski pułk strzelców             | mjr Mieczysław Mackiewicz        | grupa mjr. Mackiewicza  |
| → bateria artylerii                   |                                  | grupa mjr. Mackiewicza  |
| → 6/Suwalskiego ps                    |                                  | grupa mjr. Oziewicza    |
| → pluton 7 pułku ułanów               |                                  | grupa mjr. Oziewicza    |
| → I/2 pułku piechoty Legionów         | kpt. Emil Czapliński             | gr. mjr. Trojanowskiego |
| → I/3 pułku piechoty Legionów         | kpt. Wacław Zbrowski             | gr. mjr. Trojanowskiego |
| → III/4 pułku piechoty Legionów       | kpt. Stefan Jażdżyński           | gr. mjr. Trojanowskiego |
| → 2½ szwadronu 7 pułku ułanów         | mjr. Janusz Głuchowski           | gr. mjr. Trojanowskiego |
| → 3/ 4 pułku ułanów                   |                                  | gr. mjr. Trojanowskiego |
| → szwadron jazdy Ziemi Mazowieckiej   | rtm. Stanisław Radziwiłł         | gr. mjr. Trojanowskiego |
| → 1 i 2/3 pułku artylerii ciężkiej    |                                  | gr. mjr. Trojanowskiego |
| → 2/6 pułku artylerii polowej         |                                  | gr. mjr. Trojanowskiego |
| → I/8 pułku artylerii polowej         |                                  | gr. mjr. Trojanowskiego |
| ⇒ grupa gen. Mokrzeckiego             | gen. Adam Mokrzecki              | NDWP                    |
| → I/ Wileńskiego ps                   | mjr Stanisław Bobiatyński        | grupa płk. Boruszczaka  |
| → oddział płk. Pasławskiego           | płk Stefan Pasławski             | grupa płk. Boruszczaka  |
| → batalion szturmowy Dywizji L-B      | kpt. Witold Komierowski          | grupa płk. Boruszczaka  |
| → oddział mjr. Dąbrowskiego           | mjr Władysław Dąbrowski          | grupa płk. Boruszczaka  |
| → Kowieński pułk strzelców            | mjr Leon Zawistowski             | gr. mjr. Zawistowskiego |
| → II/Białostockiego ps (1 i 5 komp.)  | por. Marian Turkowski            | gr. mjr. Zawistowskiego |
| → 1 szwadron 10 pułku ułanów          | por. Wielowieyski                | gr. mjr. Zawistowskiego |
| → dwa plutony 5 pułku ułanów          |                                  | gr. mjr. Zawistowskiego |
| → 3 bateria 8 pułku artylerii polowej |                                  | gr. mjr. Zawistowskiego |
| → pluton artylerii ciężkiej           |                                  | gr. mjr. Zawistowskiego |
| Grupa Podlaska                        | gen. Antoni Listowski            | NDWP                    |
| Armia Czerwona                        |                                  |                         |
| Armia Zachodnia                       | Andriej Sniesariew               |                         |
| ⇒ Zachodnia Dywizja Strzelców         | Roman Łągwa                      |                         |
| → 1 Warszawski pułk strzelców         |                                  | 1 Brygada Strzelców     |
| → 2 Lubelski pułk strzelców           |                                  | 1 Brygada Strzelców     |
| → 3 Siedlecki pułk strzelców          | Franciszek Rupniewicz            | 3 Brygada Strzelców     |
| → 6 Grodzieński pułk strzelców        | I. Kukujew                       | 3 Brygada Strzelców     |

## Planowanie operacji

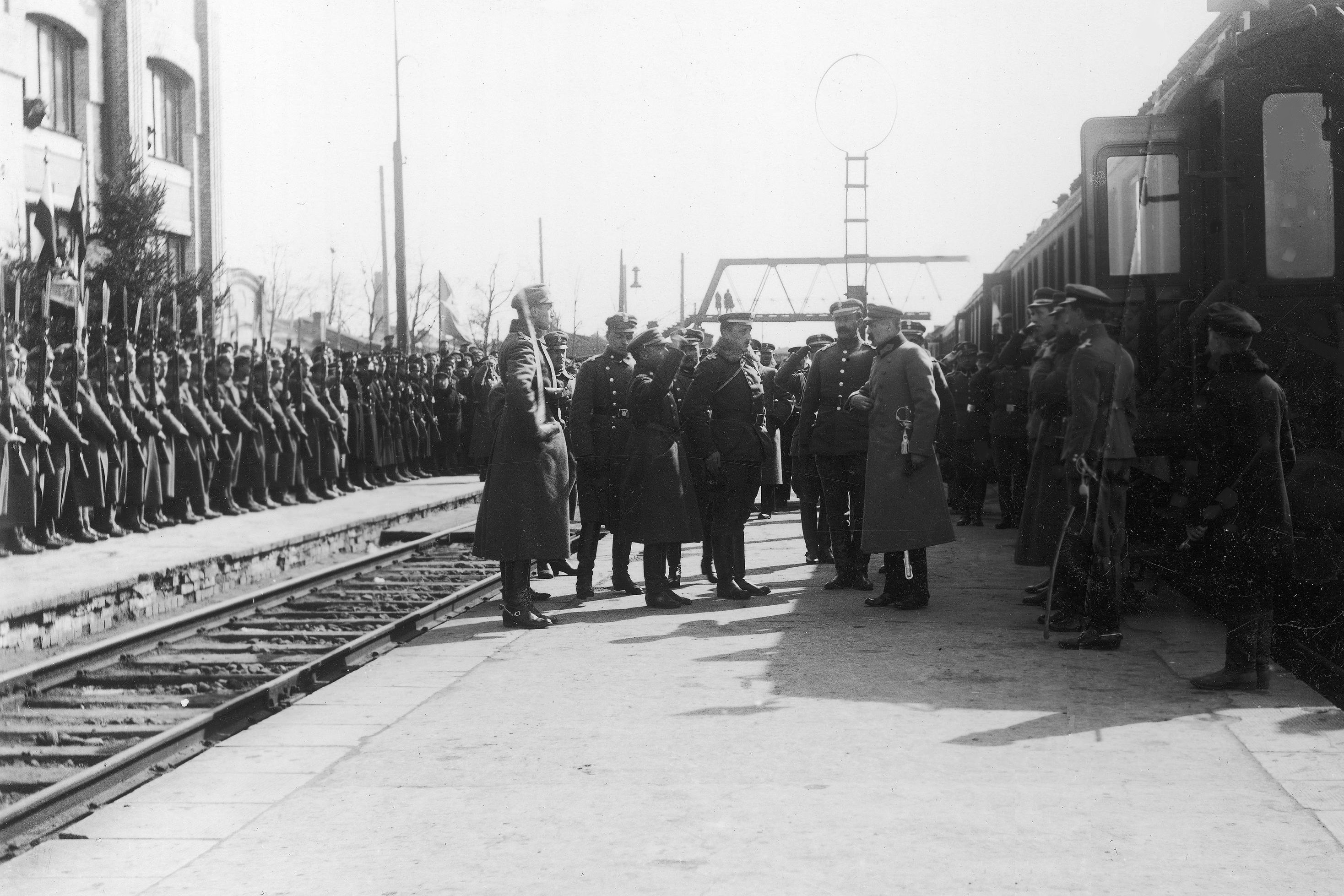
Powitanie marszałka Józefa Piłsudskiego na dworcu kolejowym w Siedlcach podczas jego podróży na wschód do Brześcia 26 marca 1919

Jeszcze w marcu 1919 polski wywiad wojskowy meldował, że Sowieci grupują siły i w maju należy spodziewać się  ofensywy, mającej na celu opanowanie obszarów Litwy i Białorusi będących w posiadaniu wojsk polskich. Pragnąc uprzedzić działania przeciwnika i wyjść naprzeciw oczekiwaniom opinii publicznej, domagającej się pomocy dla Litwy, Naczelny Wódz zlecił podjęcie prac nad planem ofensywy na Wilno, a 26 marca, podczas narady w Brześciu z generałami Szeptyckim i Listowskim, wydał wstępne rozporządzenia do operacji, stając jednocześnie na jej czele.
Plan ofensywy przewidywał prowadzenie natarcia na Lidę, Nowogródek i Baranowicze, przy jednoczesnym uderzeniu na Wilno samodzielnie operującej brygady jazdy i dywizji piechoty. Plan „wyprawy wileńskiej” utrzymywany był w dużej tajemnicy. Pierwsze szczegółowe rozkazy operacyjne wydane zostały dopiero 10 i 11 kwietnia, zaś wojska przybywające z głębi kraju nie były świadome zadań, jakie będą realizowały. Obok wojsk dowodzonych przez generałów Szeptyckiego i Listowskiego w planowanej operacji miały uczestniczyć dwie dywizje legionowe: 1. i 2 Dywizja Piechoty Legionów zorganizowane i szkolone w głębi kraju.
Siły wyznaczone do realizacji operacji wileńskiej składały się ze związku taktycznego gen. Mokrzeckiego, grupy gen. Lasockiego, części oddziałów Grupy Poleskiej gen. Antoniego Listowskiego, grupy kawaleryjskiej ppłk. Beliny-Prażmowskiego oraz oddziałów 1. i 2 Dywizji Piechoty Legionów i zgrupowania płk. Freja.
W skład polskiej grupy uderzeniowej, mającej wyzwolić Wilno, weszły: grupa jazdy ppłk. Władysława Beliny-Prażmowskiego w składzie dwa szwadrony 11 p.uł., trzy szwadrony 1 pszwol., dwa szwadrony 4 p.uł., szwadron 7 p.uł., półtora szwadronu ckm-ów oraz pluton artylerii konnej, licząca w stanie bojowym około 840 „szabel”, dziewięć ckm, dwa działa, oraz grupa piechoty gen. Edwarda Rydza-Śmigłego w składzie trzy bataliony 1 pp Leg., dwa bataliony 5 pp Leg., batalion 6 pp Leg., bateria 9 pap, bateria 6 pap oraz kompania telegraficzna, licząca około 3 000 oficerów i żołnierzy.
Polskie zgrupowanie uderzeniowe miało skoncentrować się na zachód od Lidy, a jego grupa jazdy miała forsownym marszem podejść pod Wilno i zdecydowanym atakiem zdobyć je. Maszerująca za kawalerią grupa piechoty miała obsadzić miasto i nie dopuścić do jego utraty.
Kolejna grupa pod dowództwem gen. Józefa Lasockiego (1 DP Leg., oddział mjr. Mackiewicza, grupa mjr. Janusza Głuchowskiego) miała uderzyć na Lidę, zdobyć ją i tym samym osłonić Wilno od ewentualnego kontruderzenia z południa.
Aby uniemożliwić siłom sowieckim stojącym na południe od Niemna przeciwdziałanie w kierunku Lidy, zamierzano związać je równoczesnym uderzeniem na Baranowicze i Nowogródek. Miało ono także odwrócić uwagę dowództwa sowieckiej Dywizji Zachodniej od głównego kierunku uderzenia, jakim był kierunek wileński. Jako że obszar Grodna nadal zajmowały wojska niemieckie, a ich stosunek do działań polskich na Litwie pozostawał niewiadomą, w obszarze Skidla pozostawiono grupę obserwacyjną płk. Bolesława Freja, która miała zapewnić osłonę operacji od zachodu. Zatem do wykonania operacji wyznaczona została  grupa gen. Stanisława Szeptyckiego (Dywizja L-B, zasilona przez część Grupy Poleskiej gen. Listowskiego, oraz nowo sformowane oddziały 1 i 2 Dywizji Piechoty Legionów i 1 Brygady Jazdy). Dowodzenie operacją przejął osobiście Naczelny Wódz, który 15 kwietnia swoje stanowisko dowodzenia rozwinął w Skrzybowcach.

## Działania na kierunku wileńskim

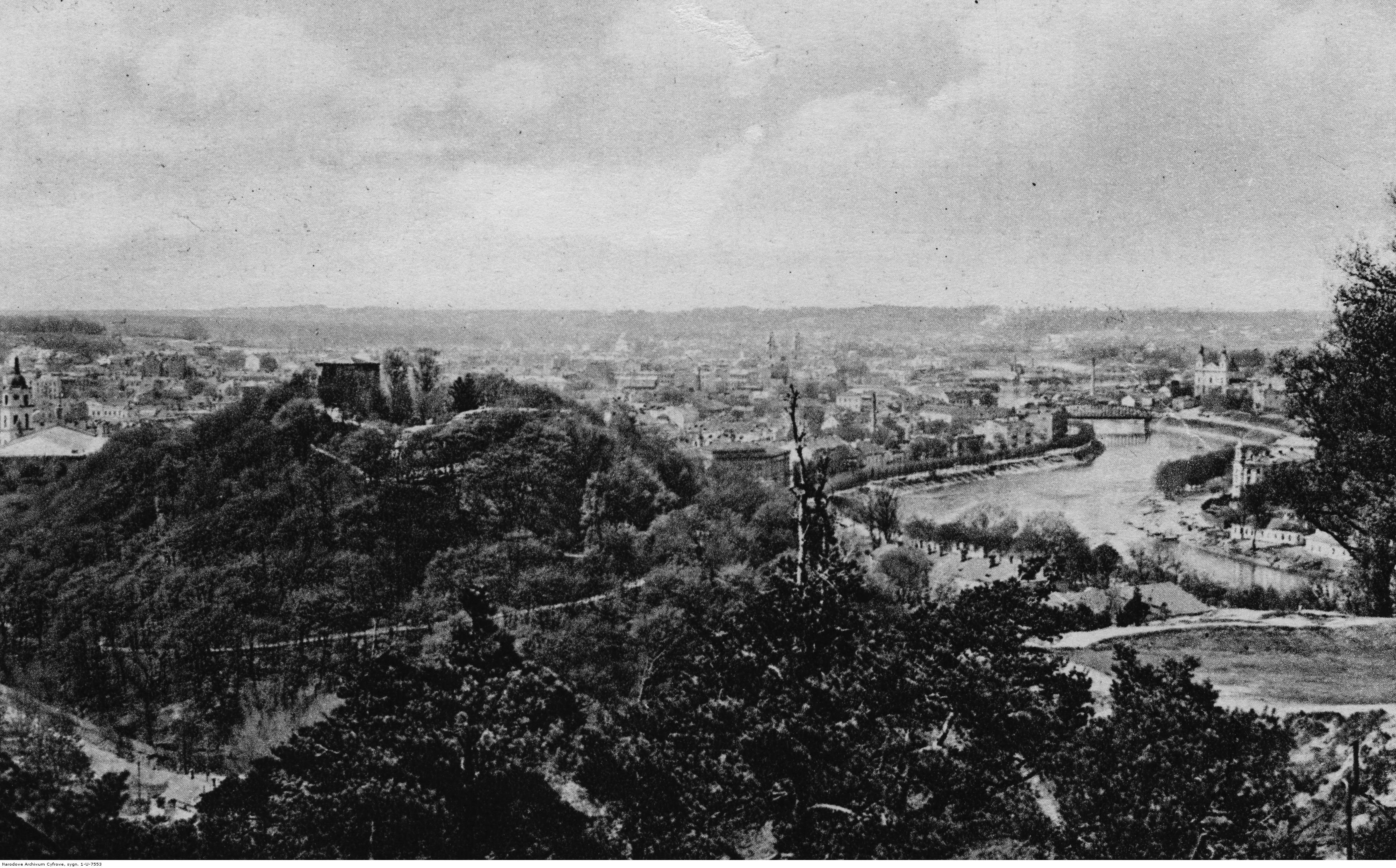
Wilno – panorama miasta. Widok na Górę Zamkową i rzekę Wilię

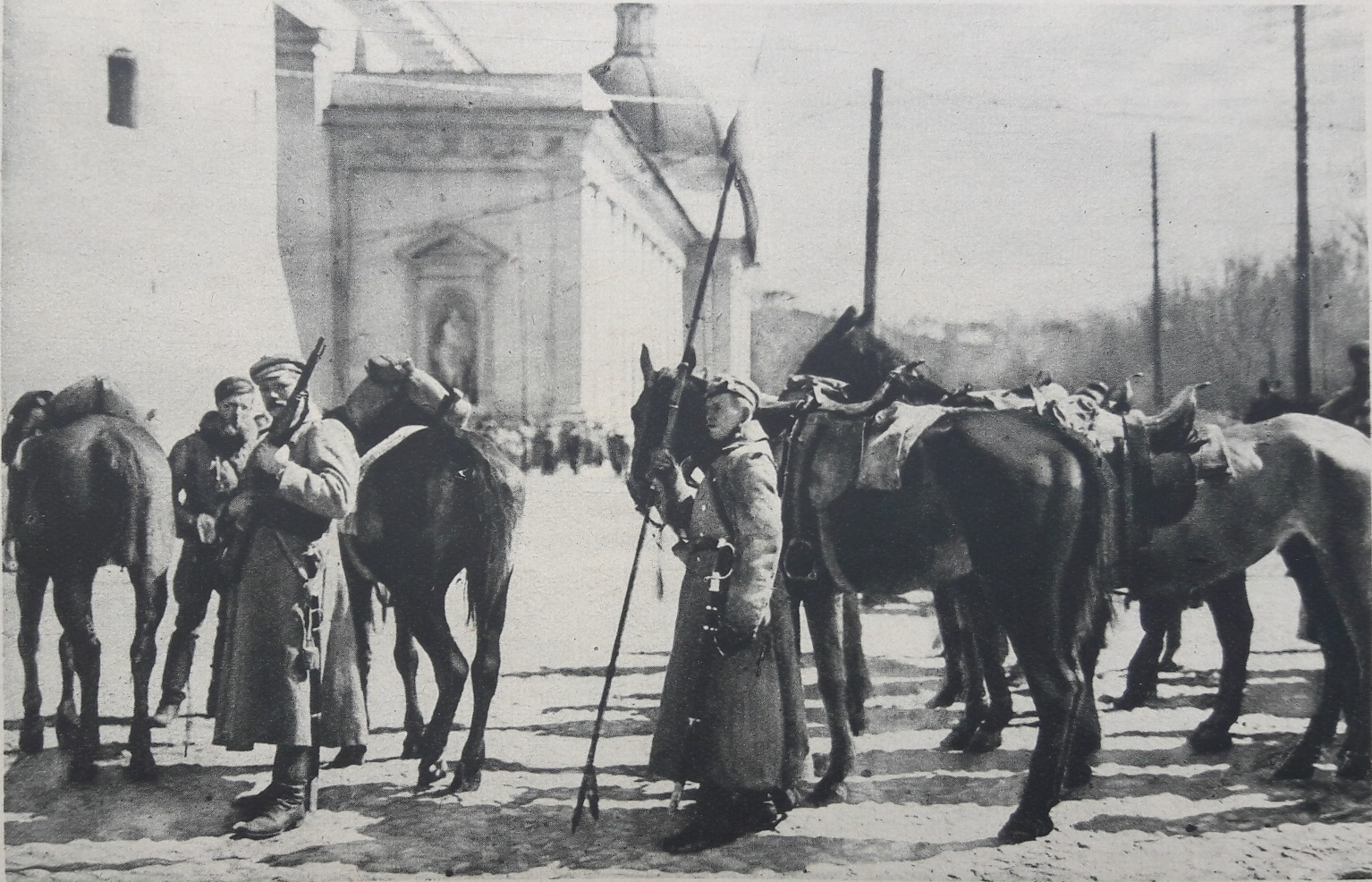
Patrol 4 pułku ułanów na Placu Katedralnym po zajęciu Wilna

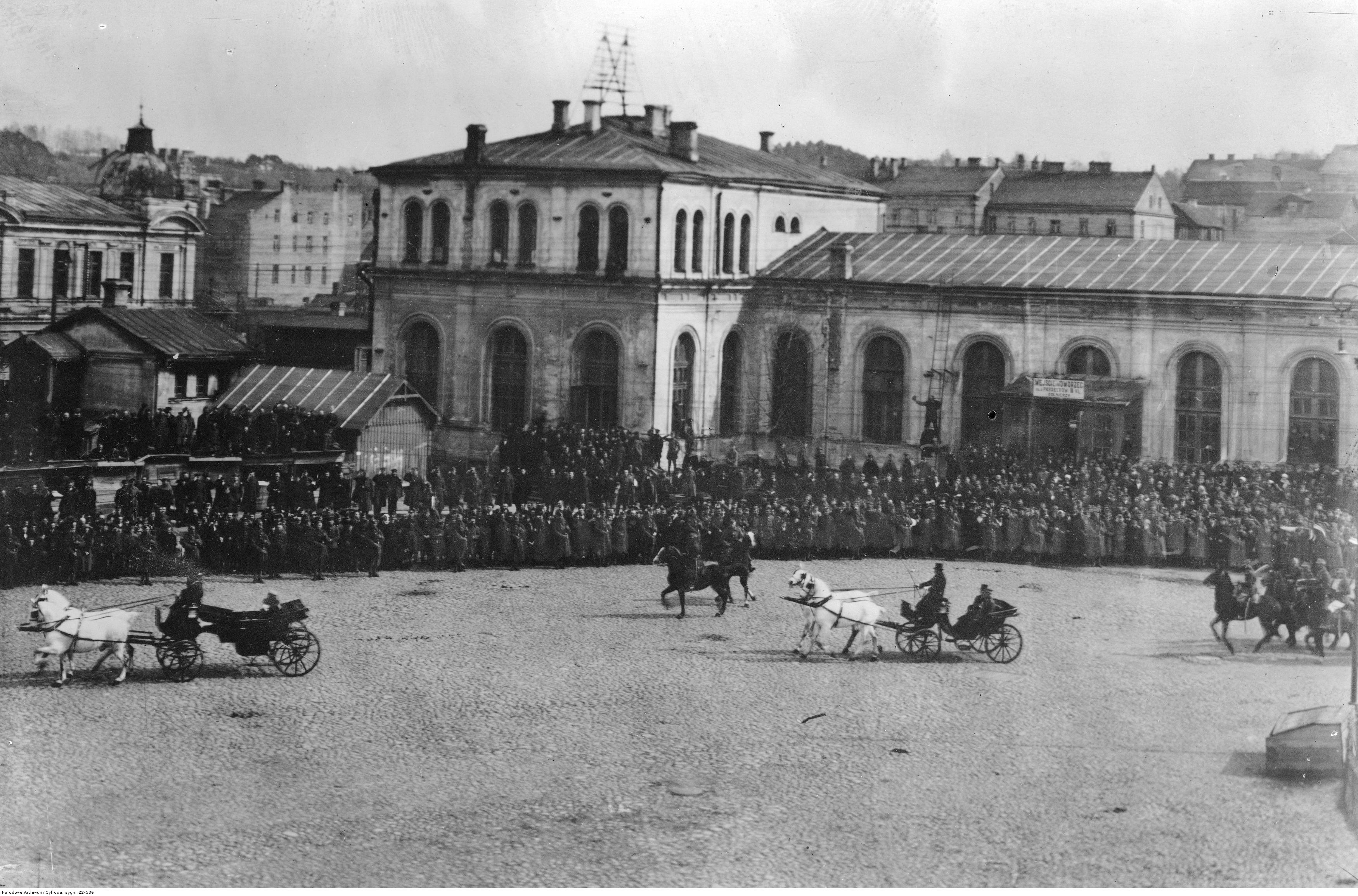
Przybycie Józefa Piłsudskiego do Wilna - powitanie na dworcu kolejowym

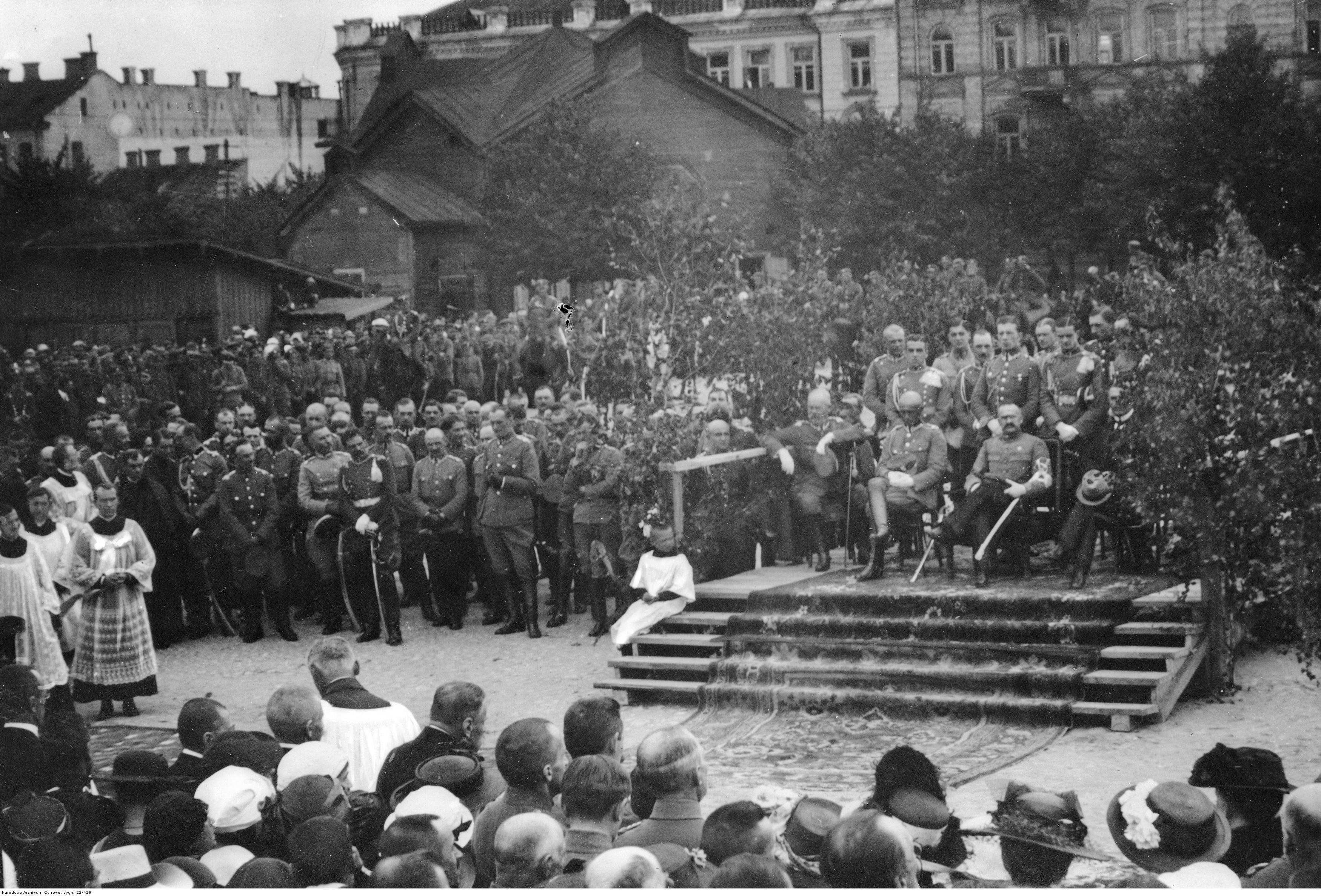
Msza polowa z udziałem Naczelnika Państwa Józefa Piłsudskiego w Wilnie

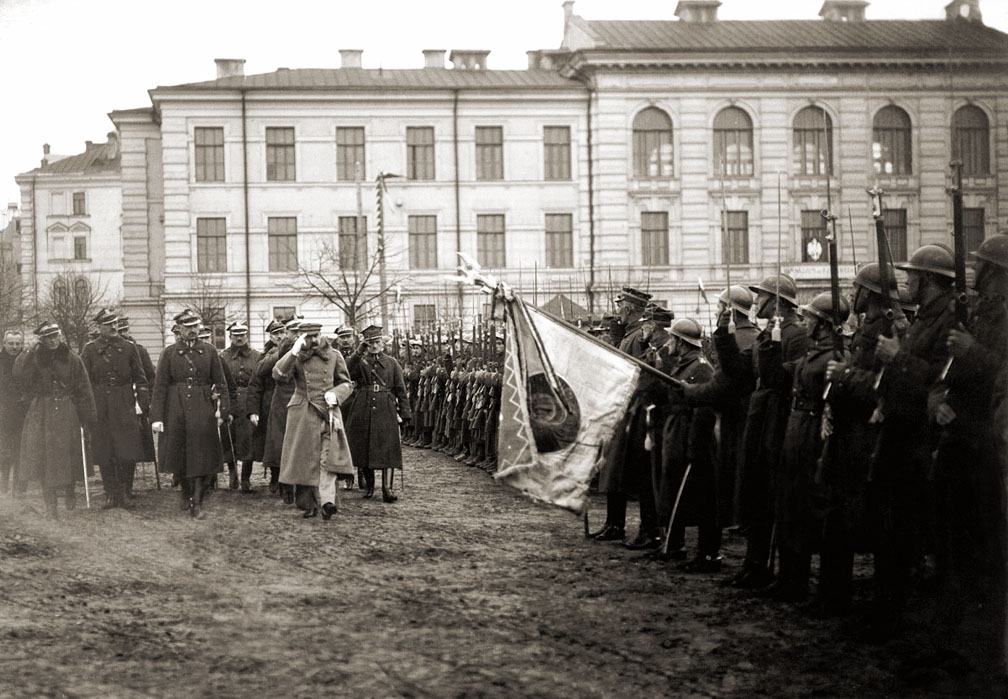
Józef Piłsudski, Edward Śmigły-Rydz, Kazimierz Sosnkowski i Stanisław Szeptycki przed frontem żołnierzy polskich na Placu Łukiskim w Wilnie

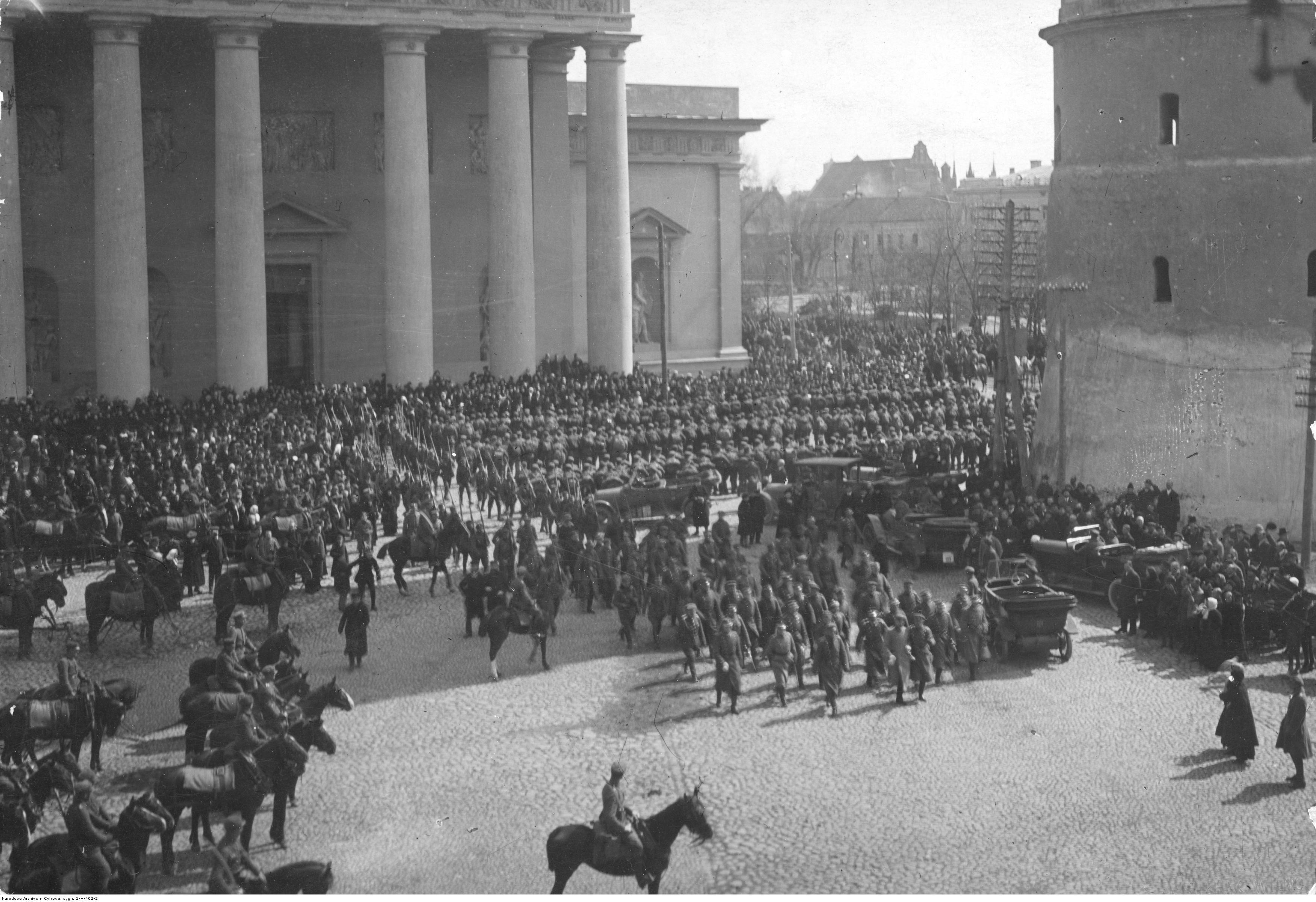
Zajęcie Wilna - wojsko przed katedrą wileńską po uroczystym nabożeństwie

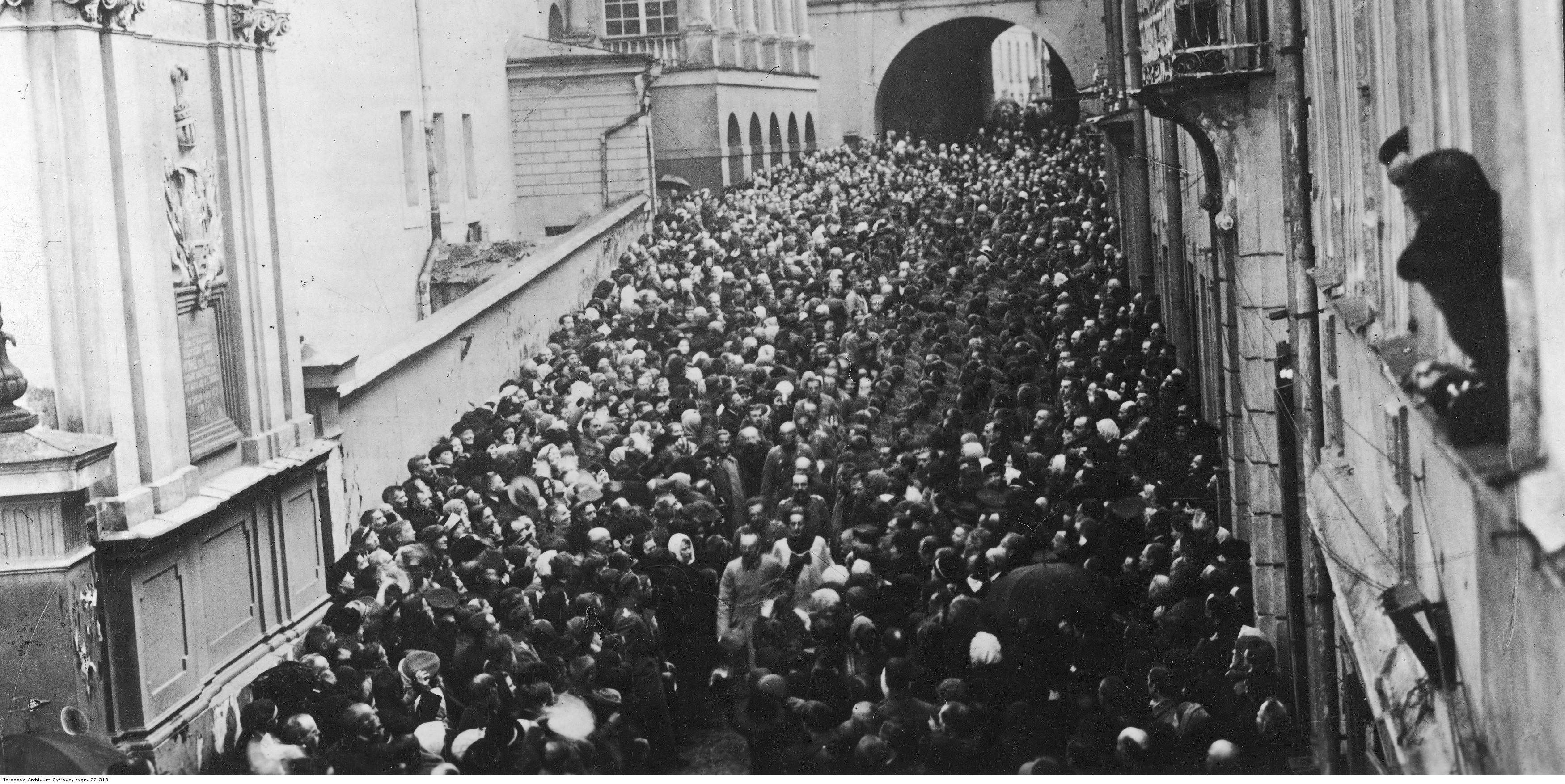
Hołd Naczelnika Państwa Józefa Piłsudskiego (widoczny w centrum) w Ostrej Bramie po wyzwoleniu Wilna

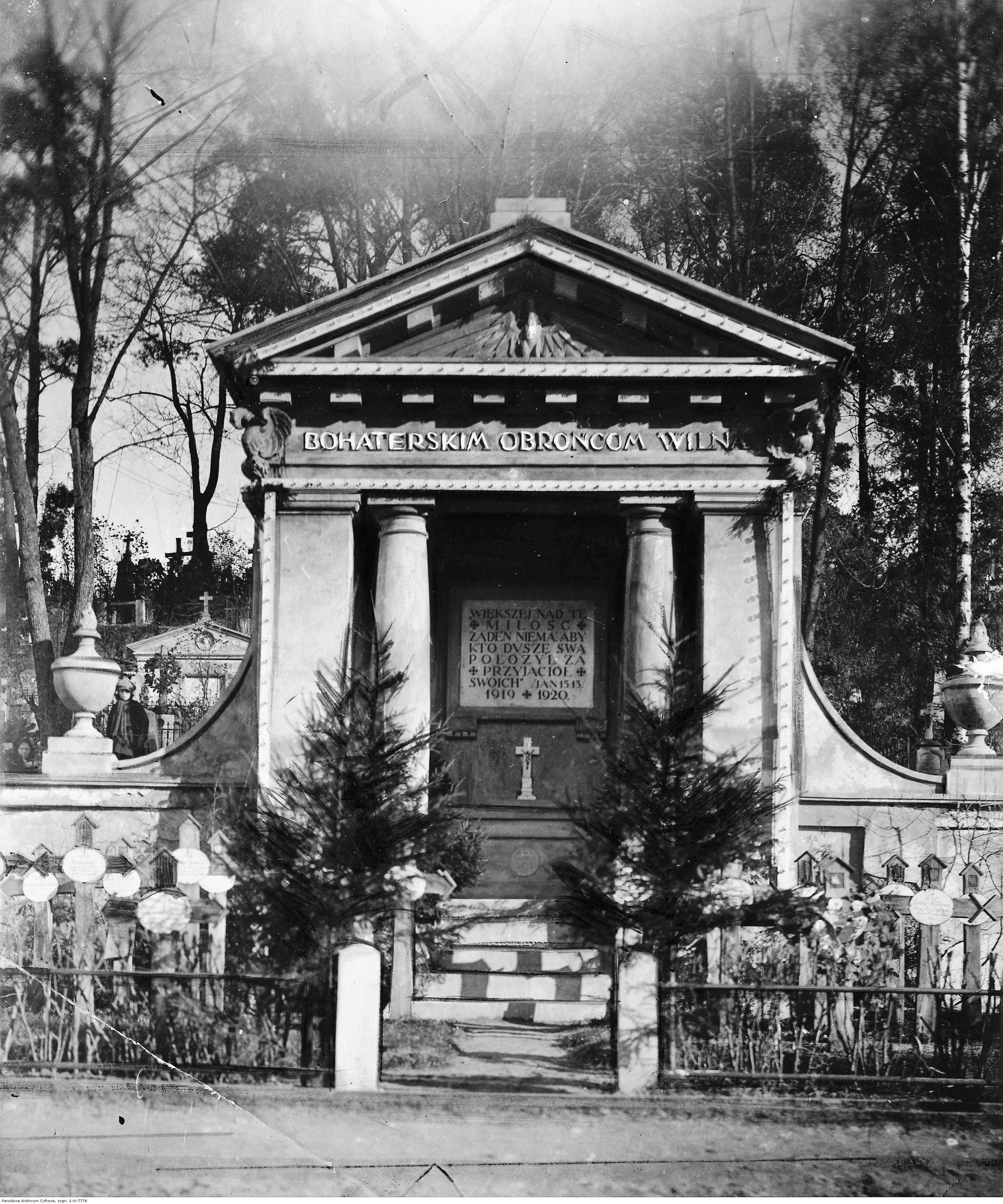
Wilno – Cmentarz Misjonarzy na Rossie. Kaplica i groby żołnierzy poległych w obronie Wilna 1919–1920

### Marsz i natarcie na Wilno
Wczesnym rankiem 16 kwietnia ze wsi Myto, maszerując drogą Myto-Krupy-Żyrmuny w kierunku Wilna, wyruszyła grupa ppłk. Beliny-Prażmowskiego w składzie dziewięciu szwadronów kawalerii z plutonem artylerii konnej. Jej straż przednia miała tego dnia pokonać 35 km i osiągnąć Bastuny. W ślad za kawalerią podążał  gen. Edward Śmigły-Rydz z trzema batalionami 2 Dywizji Piechoty Legionów i dwiema bateriami artylerii. Nie napotykając na opór nieprzyjaciela, po wyjściu na trakt wileński szybkość marszu jazdy wzrosła. Całość zgrupowania kawalerii już o 16.00 zatrzymała się na kwaterach w rejonie Woronów – stacja Bastuny – Sokoły. Piechota gen. Śmigłego-Rydza już w początkowej fazie operacji zanotowała pierwsze opóźnienia. Z uwagi na fatalny stan dróg na trasie Myto–Krupy–Wielkie Sioło, do rejonu Żyrmun dotarła dopiero wieczorem, nie wysyłając ubezpieczeń do Bastun.
Wieczorem 16 kwietnia Józef Piłsudski podjął decyzję o zatrzymaniu marszu wojsk na Wilno. Marsz wznowiono dopiero w godzinach południowych 17 kwietnia. Idąca na czele kolumny jazdy awangarda, w składzie 11 pułk ułanów i szwadron 7 pułku ułanów, miała dotrzeć do Wielkich Solecznik, tam uszkodzić połączenia kolejowe i telegraficzne i stanąć na nocleg. Pozostałe oddziały brygady miały osiągnąć Bieniakonie i Bieniakońce. Jedynie szwadron jazdy kujawskiej pozostał w Woronowie, by stanowić osłonę dla taborów brygady.
Po marszu dziennym, z uwagi na przemęczenie koni odbywającym się zazwyczaj pieszo, brygada dotarła do Wielkich Solecznik. Tu znaleziono spore ilości owsa i jęczmienia i dzięki temu konie otrzymały należny im obrok, zaś oddziały stanęły na nocleg w rejonie Wielkie Soleczniki, Kamionka i Turgiele. W tym czasie oddziały 2 Dywizji Piechoty Legionów gen. Rydza-Śmigłego, w sile zaledwie trzech batalionów piechoty i dwóch baterii z 9 pułku artylerii polowej, zajmowały rejon Taukinie- Żyrmuny-Skorowody-Wielkie Sioło-Hutor Żyrmuny, czyli były niemal o dwa dni marszu za brygadą jazdy. Jednak z uwagi na niebezpieczeństwo sowieckiej kontrakcji, ppłk Belina-Prażmowski zdecydował się na skoncentrowanie do rana 18 kwietnia podległych mu sił pomiędzy Pawłowem a Turgielami. Taka ich dyslokacja umożliwiała bowiem jednym nocnym przemarszem dotarcie do Wilna.
18 kwietnia ppłk Belina-Prażmowski wysłał 2/1 pułku szwoleżerów w kierunku północnym z zadaniem przerwania toru kolejowego Wilno-Mińsk, w celu uniemożliwienia Sowietom transportu posiłków oraz ewakuacji Wilna. Miejsce postoju brygady ubezpieczone zostało systemem placówek i posterunków obserwacyjnych. Jednocześnie do Turgiel podciągnięto tabory. Brygada przygotowywała się do szturmu na Wilno. Jej dowódca podjął decyzję o samodzielnym ataku, który nastąpić miał 19 kwietnia w godzinach 3.30-4.00.
Wymarsz pierwszych oddziałów tworzących straż przednią grupy nastąpił około 21.00. Podczas marszu obowiązywała bezwzględna cisza, a w razie napotkania nieprzyjaciela należało używać jedynie białej broni. Nie niepokojone przez przeciwnika oddziały grupy jazdy minęły Misiuczany, Bortkuszki i Łopatowszczyznę. W Rudomienie zorganizowano godzinny postój.
Jeszcze przed świtem 19 kwietnia Polacy dotarli na północny skraj lasu Dubniaki-Doły. Tam też podpułkownik Belina-Prażmowski wydał ostatnie rozkazy do natarcia na Wilno. Idący w awangardzie 11 pułk ułanów mjr. Mariusza Zaruskiego bez strzału zajął Lipówkę. Godzinę później spieszona kawaleria pod dowództwem mjr. Gustawa Orlicza-Dreszera uderzyła na dworzec kolejowy i zajęła go biorąc przeszło czterystu jeńców, zdobyła przy tym 13 lokomotyw, kilkaset wagonów, 14 ckm oraz duże zapasy broni i amunicji. Jeden ze zdobytych pociągów mjr Zaruski wysłał w kierunku Lidy po piechotę. Wykorzystując zaskoczenie przeciwnika, oddziały polskie dotarły do pl. Katedralnego, opanowały Górę Zamkową oraz część miasta położoną na południowym brzegu Wilii. Zajęto też koszary i rozbrojono śpiących jeszcze czerwonoarmistów. Wzięto do niewoli około 1200 żołnierzy i urzędników sowieckich.
W południe dowództwo sowieckie opanowało panikę w swych oddziałach i zreorganizowało obronę. Tempo polskiego natarcia zmalało, a rozproszona w ulicach rozległego miasta kawaleria znalazła się w trudnym położeniu. Ponadto oddziały polskie zaczęły odczuwać zmęczenie, a coraz większym problemem stawał się brak amunicji do broni pochodzenia austriackiego. Sowieci zaczęli kontratakować w kierunku na most „Zielony” i na dworzec kolejowy. Inne oddziały sowieckie także atakowały zajęte już przez Polaków obszary miasta. Ich ataki aktywnie wspomagali nieumundurowani mieszkańcy miasta żydowskiego pochodzenia. Dowództwo polskie zdecydowało za wszelką cenę usunąć Sowietów z placu Katedralnego i zmusić ich do odwrotu za Wilię. Do tego celu użyto ognia kartaczowego dział 2 plutonu 1 baterii artylerii konnej porucznika Stanisława Kopańskiego, prowadzonego na dystansie 300-400 kroków.
Dopiero wieczorem nadeszły z pomocą pierwsze oddziały piechoty, dowiezione pociągiem zdobytym w Wilnie. Jako pierwszy przybył III/1 pułku piechoty kpt. Władysława Langnera. Wkrótce potem pojawiły się inne pododdziały. W sumie przybyło około 1000 żołnierzy. Część przybyłego oddziału obsadziła dworzec kolejowy, w efekcie czego walczące tam do tej pory szwadrony 4 i 7 pułku ułanów przeszły do odwodu 1 Brygady Jazdy, a grupy majora Zaruskiego i majora Dreszera otrzymały w podporządkowanie po kompanii piechoty. Poza tym kapitan Langner otrzymał rozkaz wysłania kolejnych transportów kolejowych przeznaczonych do przetransportowania do Wilna następnych formacji piechoty i artylerii polowej 2 Dywizji Piechoty Legionów. Korzystając z pomocy przewodników, sforsowano na łodziach Wilię i jeszcze nocą zdobyto przyczółki. Na innych odcinkach trwała wymiana ognia, przy czym ostrzał sowiecki na ogół był nieskuteczny. Równie nieskuteczne były też sowieckie wypady organizowane przed przedni skraj. Jednocześnie jednak cały czas trwała ewakuacja z Wilna do Mejszagoły sowieckich urzędów i instytucji, a w jej ramach aresztowano i wywieziono z miasta około 300 zakładników, głównie przedstawicieli polskiej inteligencji oraz okolicznego ziemiaństwa. Grupa mjr. Zaruskiego wyrównała w nocy pozycje i wyszła na skrzyżowanie ulic Zawalnej i Trockiej, z posterunkiem na ulicy Górzystej. Poza tym opanowała też wylot ulicy Wileńskiej oraz zbieg ulic Ignacego i Jezuickiej oraz południową część ulicy Niemieckiej.
20 kwietnia wznowiono natarcie, opanowano mosty na Wilii i kolejne dzielnice. Przed południem ppłk Belina-Prażmowski nakazał grupie mjr. Dreszera przejąć pozycje grupy mjr. Zaruskiego, zaś szwadrony 11 pułku ułanów wycofać na przedmieścia. Jednocześnie piechurzy kapitana Langnera przejęli odpowiedzialność taktyczną za stację i dworzec kolejowy. Odtworzono też odwód ogólny składający się z kompanii piechoty oraz szwadronów 4., 11., i 7 pułku ułanów. W ciągu dnia mjr Dreszer miał co prawda przekazać swoje pozycje obronne piechocie, ale utrzymać osobiste dowodzenie odcinkiem. Wycofanie szwadronów jazdy osłabiło polskie oddziały walczące w Wilnie, a tymczasem oddziały sowieckie otrzymały posiłki. Spowodowało to zatrzymanie natarcia polskiego zarówno na terenie miasta, jak i na dworcu kolejowym. Ponadto na ulice miasta należało wysłać silniejsze patrole, gdyż gdzieniegdzie rozpoczęły się rabunki dokonywane przez część ludności cywilnej. Lokalne walki prowadzone w godzinach popołudniowych spowodowały, że legioniści opanowali ulicę Wileńską do ulicy Świętego Jura oraz część tej ostatniej. Wykorzystując zamieszanie powstałe u przeciwnika, pod koniec dnia, mjr Dreszer na czele kilkunastu szwoleżerów i piechurów uderzył przez most „Zielony” i zajął kilka domów leżących po drugiej stronie Wilii. Ostatecznie szturmujący zostali zmuszeni do odwrotu, zaś sam major Dreszer, odcięty od własnych żołnierzy, wycofał się wpław przez Wilię.
Nocą z 20 na 21 kwietnia do Wilna przybył gen. Edward Rydz- Śmigły z pozostałymi oddziałami grupy uderzeniowej. 21 kwietnia do działań weszła piechota i opanowała resztę miasta, w tym mocno  bronione przez nieprzyjaciela przedmieście Surpiszki. W tym też dniu po południu do Wilna przybył Józef Piłsudski. Miasto było wolne, a oddziały Armii Czerwonej wycofały się w nieładzie w kierunku na Mejszagołę.

### Obrona Wilna i polski kontratak
Utrata Wilna stanowiła dla Sowietów ciężką porażkę, zarówno w wymiarze militarnym jak i politycznym. Dowództwo sowieckie zdecydowało się przywrócić poprzednie położenie. Pod Wilno ściągnięto odwody z Polesia oraz oddziały z frontu przeciwłotewskiego. Utworzono trzy zgrupowania uderzeniowe. Pierwsze zgrupowano w obszarze Szyrwint, na północny zachód od Wilna, kolejne w obszarze Podgrodzia, na północny wschód od miasta, i trzecie w obszarze Soty-Oszmiana, na wschód od Wilna. Miały one wykonać koncentryczny atak i wyrzucić Polaków z miasta. Dowództwo polskie oceniało je na około 12000 piechoty, 3000 kawalerii, 210 ckm-ów i 44 działa.
Obroną Wilna kierował gen. Edward Śmigły-Rydz. W skład podległej mu Grupy Wileńskiej weszły oddziały 2 Dywizji Piechoty Legionów, 1 Brygady Jazdy i część Grupy Lidzkiej. Ogółem grupa liczyła 8 batalionów piechoty, 8 szwadronów jazdy i 4 baterie artylerii. Z głębi kraju miały przybyć kolejne dwa bataliony piechoty. W sumie dawało to około 11 000 żołnierzy.
Dowódca obrony Wilna postanowił bronić miasta w sposób zaczepny. Aby nie dopuścić do równoczesnego uderzenia na Wilno wszystkich trzech zgrupowań nieprzyjaciela, postanowił rozbić je każde z osobna. Jako pierwsza nocą z 28 na 29 kwietnia uderzyła grupa mjr. Stefana Dęba-Biernackiego, kierując się na Podbrodzie. Grupa zdobyła je i zmusiła czerwonoarmistów do wycofania się w obszar Święcian. Tym samym ustało bezpośrednie zagrożenie miasta.
Oddziały polskie odrzuciły też spod samego już miasta nieprzyjaciela działającego od strony Oszmiany. Wreszcie pozostałymi silami odparły natarcie przeciwnika z kierunku Szyrwint. Do 1 maja Polacy odparli wszystkie próby opanowania przez Sowietów Wilna. Potem sami przeszli do natarcia i kolejnymi uderzeniami odrzucili przeciwnika od miasta, zajmując Mejszagołę, Giedrojcie, Podbrodzie i Smorgonie. Tocząc kolejne walki, Grupa Wileńska do połowy maja dotarła do linii: jezioro Narocz-Hoduciszki-lgnalino-Łyngmiany.

## Działania demonstracyjne na innych kierunkach
Równocześnie z walkami o Wilno toczył się bój grupy gen. Stefana Mokrzeckiego o Nowogródek i Baranowicze, a grupa gen. Józefa Lasockiego, złożona z części dawnej Grupy Zaniemeńskiej i oddziałów 2 Dywizji Piechoty Legionów, uderzyła na Lidę.

### Natarcie na Baranowicze

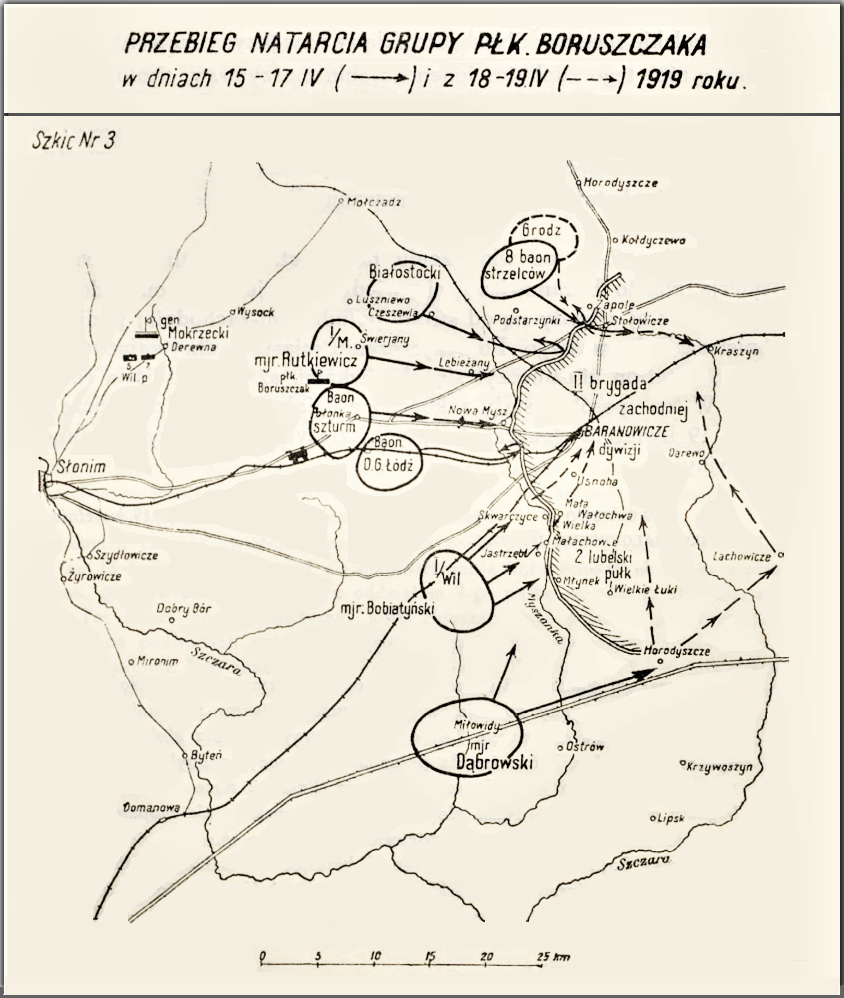
Natarcie grupy płk Aleksandra Boruszczaka na Baranowicze

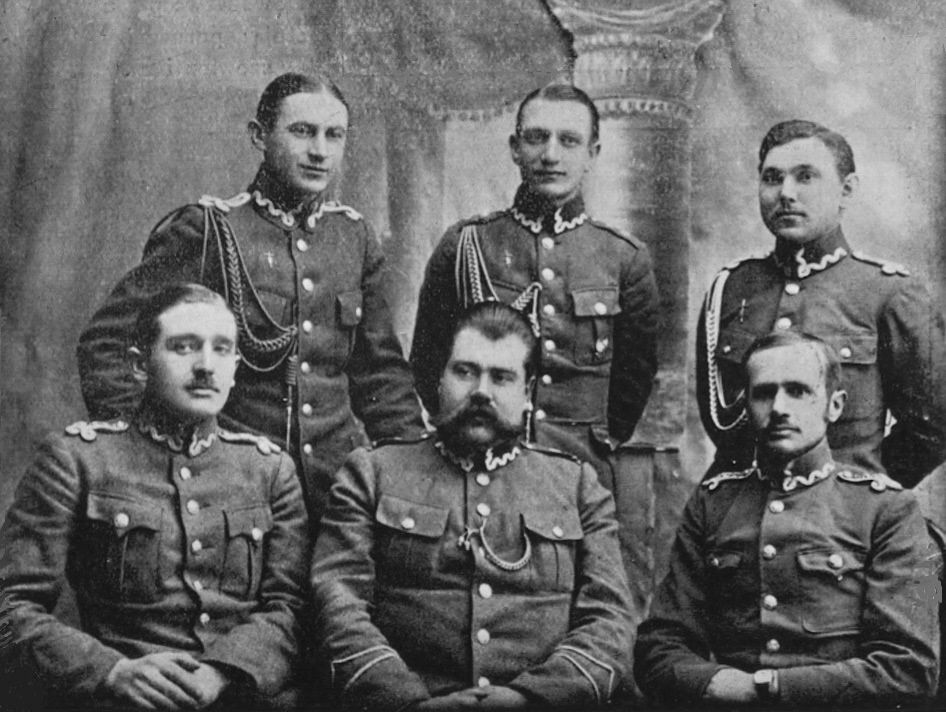
Mjr Stanisław Bobiatyński z dowódcami batalionów Wileńskiego Pułku Strzelców

Zadanie opanowania Baranowicz i Nowogródka powierzono grupie gen. Adama Mokrzeckiego. Dysponował on dziewięcioma batalionami piechoty, 3. i 9 pułkiem ułanów, grupą jazdy mjr. Dąbrowskiego i trzema bateriami artylerii. Główne zadanie wykonywała grupa płk. Aleksandra Boruszczaka. Dowódca grupy podzielił swoje zgrupowanie uderzeniowe na cztery kolumny. Tworzący północne skrzydło zgrupowania oddział płk. Stefana Pasławskiego, liczący trzy bataliony i dwie baterie, ruszył na Cieszewlę i Białolesie, batalion szturmowy kpt. Witolda Komierowskiego skierował się na Nową Mysz, mjr Stanisław Bobiatyński z I wileńskim batalionem strzelców nacierał na Baranowicze od południowego zachodu. Oddział mjr. Władysława  Dąbrowskiego, w składzie trzy szwadrony ułanów wileńskich i dwa bataliony lidzkiego pułku strzelców, miał obejść Baranowicze od południowego wschodu.
Pod Baranowiczami broniła się składająca się w większości z Polaków I Brygada sowieckiej Dywizji Zachodniej, licząca około 3000 żołnierzy i posiadająca 8 dział. W Nowogródku i Nowojelni stały 3 kompanie i 2 szwadrony kawalerii, w Horodyszczach 1 batalion, w Cieszewli 1 szwadron, w Nowej Myszy 1 kompania, w Kuncewiczach, Małachowcach i Młynku znajdowały się 2 kompanie i 2 szwadrony. Wysunięte placówki nieprzyjaciel rozmieścił w Świerjanach, Połonce i Niebytach. Sowieci wykorzystywali ponadto umocnienia polowe z czasów I wojny światowej. Największe zgrupowanie nieprzyjaciela stacjonowało w Baranowiczach. Tu znajdował się też sztab sowieckiej brygady.
13 kwietnia ruszyło polskie natarcie, ale po trzech dniach ciężkich walk zostało załamane nad Myszanką. Brakowało amunicji strzeleckiej, a i baterie artylerii, którym pozostało po 15-20 pocisków na działo, nie mogły efektywnie wspierać piechoty. Ponieważ po obu stronach frontu walczyli Polacy, niejednokrotnie podczas przerw w boju żołnierze wymyślali sobie nawzajem po polsku. Podwładni płk. Aleksandra Boruszczaka nazywali przeciwników zdrajcami i sprzedawczykami, ci zaś rewanżowali się określeniem „pachołki burżuazji”. W tym położeniu dowódca Dywizji Litewsko-Białoruskiej gen. Stanisław Szeptycki wzmocnił grupę gen. Mokrzeckiego batalionem piechoty z Okręgu Generalnego Łódź, oddziałem jazdy tatarskiej i baterią artylerii. Zaopatrzono też walczące oddziały w amunicję. Także Sowieci wzmacniali swoje siły. Na front przybył 10 Miński pułk czekistów, który odrzucił grupę płk. Pasławskiego spod Adamowa.
18 kwietnia płk Boruszczak wznowił natarcie siłami batalionu szturmowego, batalionu OGen. Łódź i szwadronu 10 pułku ułanów. Uderzenie na Nową Mysz załamało się, ale na innych odcinkach frontu odnotowano sukcesy. Mjr Bobiatyński dotarł do Uznohy, a mjr Dąbrowski sforsował Myszankę, wszedł w lukę i rozpoczął manewr obejścia Baranowicz od południowego wschodu. 19 kwietnia Grodzieński pułk strzelców opanował Stołowicze. 19 kwietnia pod miasto dotarł batalion szturmowy Dywizji L-B kpt. Komierowskiego, ale zmęczony całonocnym marszem nie zdołał przełamać obrony nieprzyjaciela. O rezultacie walk przesądziła śmiała akcja podjazdu 10 pułku ułanów, który wykonał szarżę na uchodzące tabory, wzniecając panikę na tyłach oddziałów broniących miasta.

### Walki pod Nowojelnią i Nowogródkiem
Podczas polskiej wyprawy na Wilno oraz równoczesnego uderzenia na Lidę i Baranowicze, zadanie zdobycia Nowogródka powierzono grupie mjr. Leona Zawistowskiego. W jej skład wchodził Kowieński pułk strzelców, II batalion Białostockiego pułku strzelców, szwadron 10 pułku ułanów, dwa plutony 5 pułku ułanów, 3 bateria 8 pułku artylerii polowej i pluton artylerii ciężkiej. Prawe skrzydło grupy utrzymywało łączność taktyczną z grupą płk. Aleksandra Boruszczaka, nacierającą  na Baranowicze, lewe z grupą zaniemeńską gen. Józefa Lasockiego, maszerującą na Lidę.

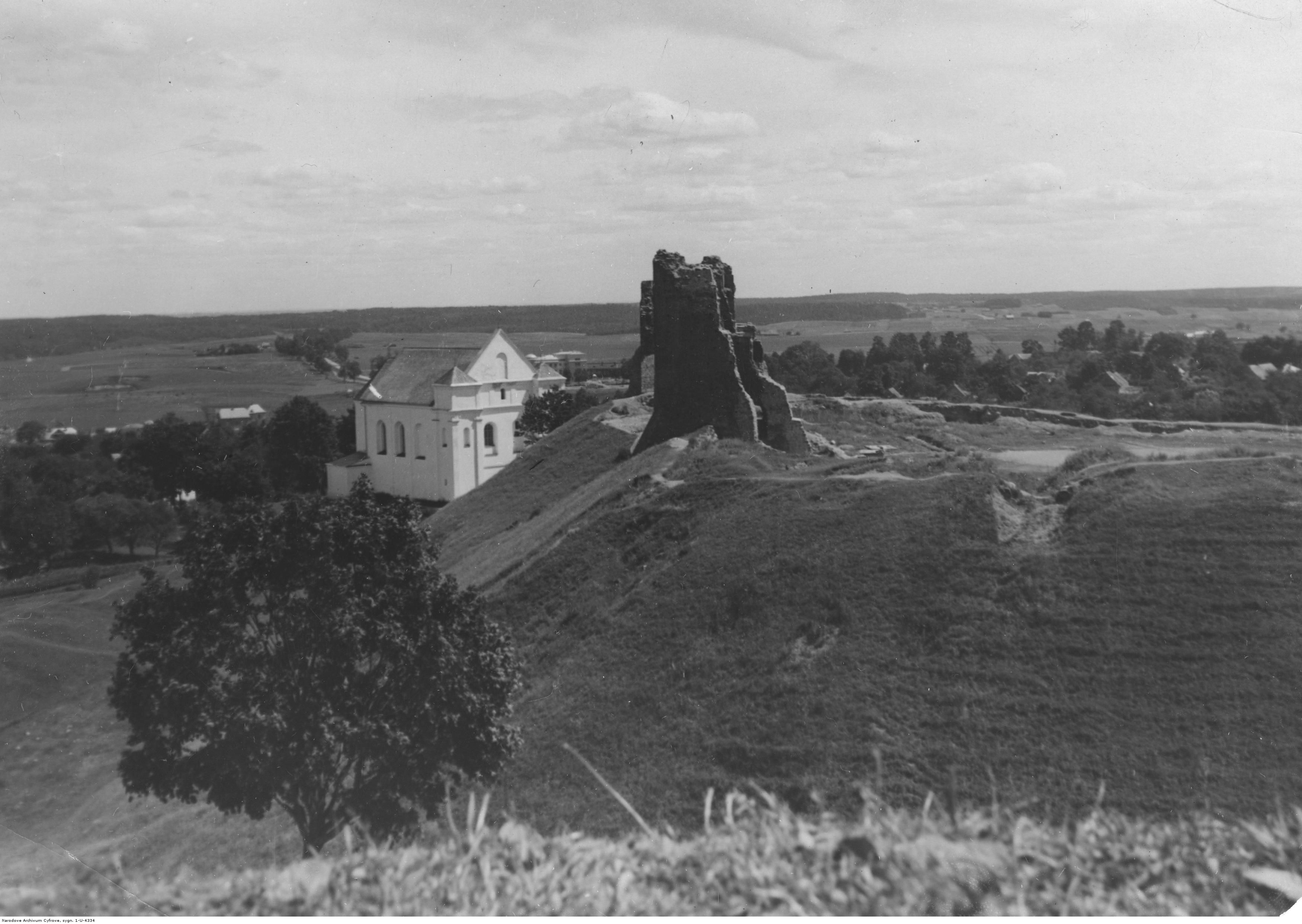
Nowogródek - ruiny zamku książąt litewskich na Górze Zamkowej

Nocą z 14 na 15 kwietnia oddziały mjr. Zawistowskiego podeszły pod Nowojelnię i z marszu uderzyły na sowieckie pozycje. Przeciwnik, uprzedzony przez ludność o nadciąganiu Polaków, stawił jednak zacięty opór. Natarcie kowieńskiego pułku trzykrotnie załamał celny ogień czerwonoarmistów. Dopiero manewr obejścia wykonany szwadronem 10 pułku ułanów dał Polakom przewagę, Sowieci wycofali się z Nowojelni w kierunku na Nowogródek. Na stacji Nowojelnia zdobyto wielkie składy granatów ręcznych, granatników, amunicji, a także narzędzia saperskie.
Po jednodniowym odpoczynku Grupa ruszyła do dalszych działań.
18 kwietnia oddziały polskie dotarły pod Nowogródek. Miasta broniły dwa bataliony strzelców i dwa szwadrony kawalerii. Nacierające z marszu od zachodu i od południa oddziały polskie zostały zatrzymane silnym ogniem broni maszynowej. Dowódca grupy nakazał 4/Kowieńskiego pułku strzelców obejść przez Boczkowicze i Bryziankę stanowiska nieprzyjaciela od północy i zająć panującą nad miastem górę Mendoga. Kompania wykonała zadanie i ogniem broni maszynowej rozpoczęła ostrzał centrum miasta. Sowieci, przekonani o rysującym się okrążeniu, opuścili dobrze umocnione pozycje na wzgórzach i rozpoczęli odwrót. Wtedy do działań weszła polska jazda. Obeszła ona miasto od południa i uderzyła na przeciwnika. Sowieci wycofali się na Lubczę, w kierunku puszczy Nalibockiej.

### Walki o Lidę

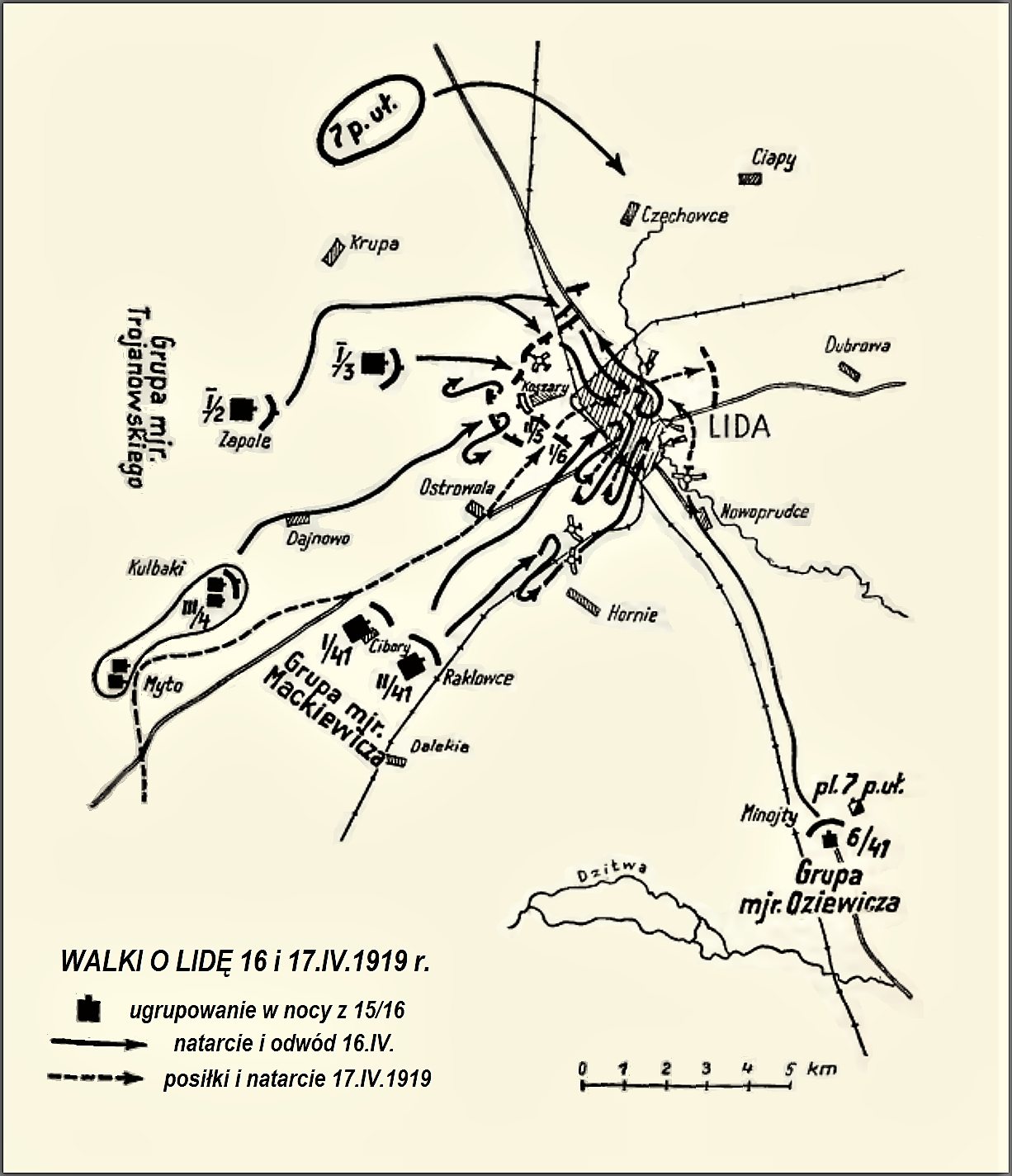
Otton Laskowski (red.)
Encyklopedja wojskowa, T. 5

Zadanie zdobycia Lidy powierzono grupie gen. Lasockiego, którą tworzyły Grupa Zaniemeńska i grupa mjr. Mieczysława Rysia-Trojanowskiego. W skład grupy gen. Lasockiego wchodziły: I batalion 2 pułku piechoty Legionów, I/3 pułku piechoty Legionów, III/4 pp Leg.,  2,5  szwadronu 7 pułku ułanów, 3 szwadron 4 pułku ułanów, szwadron jazdy Ziemi Mazowieckiej, 1 i 2 baterie 3 pułku artylerii ciężkiej, 2 bateria 6 pułku artylerii polowej, I/8 pal, jeden pluton 9 pal, jeden pluton artylerii konnej, kompania ckm 2 pp Leg. i pluton telefonistów.
Lidę zaatakowano w nocy z 15 na 16 kwietnia z kilku kierunków. Grupa mjr. Mackiewicza w składzie Suwalski pułk strzelców z baterią artylerii nacierała z kierunku zachodniego i południowo-zachodniego, a od południa przez Minojty atakowała grupa mjr. Oziewicza w składzie 6 kompania suwalskiego ps i pluton 7 pułku ułanów. 7 pułk ułanów mjr. Janusza Głuchowskiego otrzymał rozkaz wykonania zagonu przez Czechowce i przerwania linii kolejowej Lida - Mołodeczno na wschód od miasta. W pierwszym starciu tylko 7 kompania zdołała przełamać obronę nieprzyjaciela, ale została otoczona i poniosła poważne straty. Po wznowieniu natarcia 1 i 3 kompanie suwalskiego pułku zdobyły przedmieście Słobódka i dotarły do dworca kolejowego. Mimo wsparcia 4 kompanią, nie udało się zdobyć dworca. Około 13.00 Suwalski ps większością sił ponownie zaatakował stację i zdobył ją. Jednak kontratak oddziałów sowieckiej 3 BS odrzuciły Polaków na przedmieście Słobódka. Działania regularnych wojsk Armii Czerwonej wspierali czynnie mieszkańcy żydowskiego pochodzenia. Nie wykonały swoich zadań także grupa mjr. Oziewicza i 7 pułk ułanów.
W tym czasie I batalion 2 pułku piechoty Legionów uderzał na Lidę od północy. Idące w pierwszym rzucie 3 i 4 kompanie zdobyły Zaksanki i wdarły się do miasta. 3 kompania przebiła się aż do położonego na drugim skraju Lidy przedmieścia Zarzecze, a 4 kompania opanowała na krótko dworzec kolejowy. Jednak po początkowych sukcesach natarcie I/2 pp Leg. zaczęło tracić impet. 4 kompania pod silnym ogniem sowieckiego pociągu pancernego wycofała się i połączyła z 3 kompanią, wycofującą się z Zarzecza pod naporem kontratakującego przeciwnika. Batalion kpt. Czaplińskiego skoncentrował się w pobliżu linii kolejowej Lida - Wilno, a oddziały sowieckiej 3 BS obsadzały nasyp toru. Nie powiodło się też natarcie I batalionu 3 pp Leg. na silnie umocnione koszary, a także atak na miasto III/4 pp Leg. Pierwszy dzień walk o Lidę zakończył się niepowodzeniem strony polskiej.
Wieczorem na front pod Lidę przybył Józef Piłsudski i zachęcał żołnierzy do dalszego wysiłku. Oddziały polskie zostały też wzmocnione I/5 ppLeg. i I/6 ppLeg. przeznaczonymi pierwotnie do działań na kierunku wileńskim. 17 kwietnia w przystąpiono do kolejnego uderzenia na Lidę. Żołnierze 2 pp Leg. zerwali tory, odcinając drogę odwrotu pociągowi pancernemu i pociągowi ewakuacyjnemu. Unieruchomione pociągi wpadły w ręce Polaków. Jako że jeszcze w nocy dowództwo sowieckie wycofało główne siły 3 Brygady Strzelców poza Lidę, pozostałe jeszcze w mieście oddziały nie stawiały większego oporu i do południa zostało ono zajęte przez Polaków.
W czasie walk o Lidę 4 pułk ułanów zabezpieczał zgrupowanie uderzeniowe od zachodu i obserwował  oddziały niemieckie zgrupowane w rejonie Grodna.

## Zakończenie operacji
Operacja wileńska Wojska Polskiego została zakończona 7 maja. Doprowadziła ona nie tylko do zajęcia Wilna, Lidy, Baranowicz i Nowogródka, ale i do znacznego przesunięcia linii frontu na północ i wschód. Na południe od Niemna grupa gen. Mokrzeckiego organizowała obronę na linii okopów niemieckich, wysunąwszy ku wschodowi placówki. Grupa gen. Lasockiego, działająca w obszarze na wschód od Lidy, do 8 maja również opanowała linię dawnych okopów niemieckich, na wschód od Bogdanowa i Oszmiany. Zajęcie tych rubieży zakończyło polską ofensywę. Sowieci nie przejawiali już większej ochoty do podejmowania działań zaczepnych.